# Aréwa
Pour les articles homonymes, voir Arewa.
L′Aréwa est une race de chevaux de selle à sang chaud présente le long du fleuve Niger, au Niger et au Mali. Issu de croisements entre le Dongola et le Barbe, il est caractérisé par une taille assez réduite, un profil de tête convexe, et une couleur de robe sombre. Essentiellement monté, l'Aréwa est rattaché au groupe des chevaux Dongola ou Barbe d'Afrique de l'Ouest. La race s'est diffusée entre Tombouctou et Say, ainsi que dans le centre du Niger. Elle est très répandue, le Niger comptant plus de 200 000 de ces chevaux en 2017.

## Dénomination
De très nombreux noms sont employés pour désigner les chevaux locaux du Niger, en fonction de la langue et de l'ethnie. Si cette race est généralement connue sous le nom d'« Aréwa » en français, elle porte aussi les noms de « Barbe Africain », de « Bagazan » en tamasheq, de « Ganja » ou « Manga » en kanouri, de « Gobir » ou d'« Ader » en haoussa, et de « Djerma » en dialecte zarma.

## Histoire

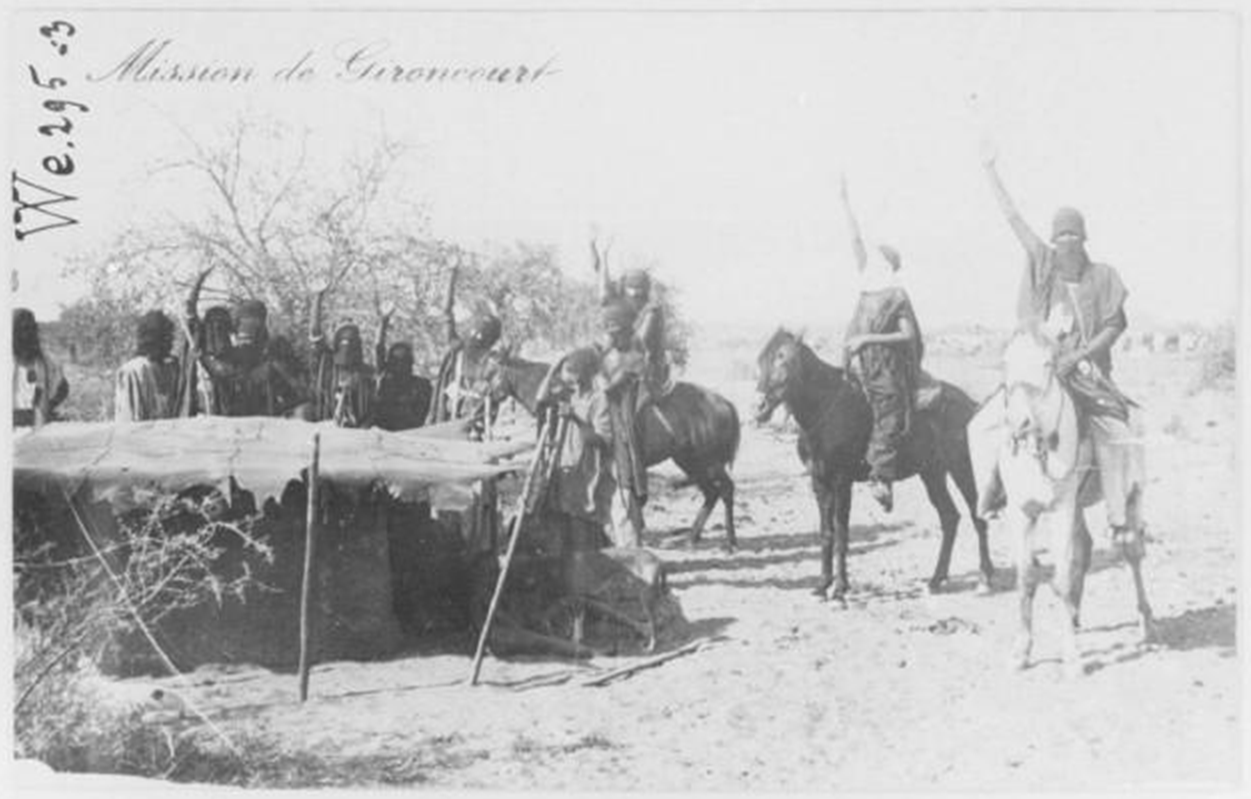
Groupe de Touaregs du Niger saluant, 1908-1912

La race est issue d'un mélange entre les chevaux de race Barbe et Dongola. Elle s'est développée durant les années où le Niger était une colonie française, entre 1922 et 1960. Les Français ont amené des chevaux berbères, tolérant mieux la chaleur que les races de chevaux françaises, dans la région. Ils y ont été croisés avec des chevaux Dongola originaires du Soudan et de l’Érythrée. Avec l'aide des éleveurs français, une race a été obtenue pour le travail exigé sous le climat chaud et sec au Niger.
En 1951, Ian Lauder Mason caractérise les races de bétail et de chevaux domestiques d'Afrique de l'Ouest, et décrit une race de chevaux élevée par les Djerma.

## Description
Il appartient au groupe des Barbe ouest-africains, ou Dongola ouest-africains, étant souvent considéré comme une variété du Dongola. La morphologie est légère et fine.
Le profil de tête est convexe selon Mason, rectiligne selon le guide Delachaux. Ian Lauder Mason le décrit comme un « mélange de Barbe et de Dongola dégénéré », toisant 1,40 m à 1,48 m. Le guide Delachaux indique une taille moyenne de 1,40 m.
En 1949, une monographie coloniale française cite « le cheval Djerma, élevé le long du Niger », décrit comme « un animal de petite taille, commun et mal équilibré ». Le garrot est marqué. La croupe est légèrement inclinée avec une queue attachée bas. Les membres sont minces, terminés par de petits pieds. Crinière et queue sont fines, lisses et peu fournies. 
La robe est généralement sombre, baie, alezane ou noire, avec des balzanes blanches,, mais peut aussi être grise.
Ces chevaux sont particulièrement résistants à la chaleur et frugaux. Ils sont forts, bien qu'ils paraissent faibles de par leur apparence.

## Utilisations
Il est utilisé pour toutes les tâches quotidiennes, sous la selle, à l'attelage, au travail, en loisir et en sports équestres.

## Diffusion de l'élevage
La race est présente entre Tombouctou et Say, ainsi que dans le centre du Niger. En 2007, la FAO ne disposait d'aucune donnée d'estimation du niveau de menace potentiel pesant sur le Djerma. L'étude menée par l'Université d'Uppsala, publiée en août 2010 pour la FAO, signale le « Djerma » comme race de chevaux locale africaine dont le niveau de menace est inconnu. La race est indiquée comme n'étant pas menacée d'extinction, dans la base de données DAD-IS. En 2018, 253 172 chevaux Aréwa sont recensés dans tout le Niger. Cette population est en croissance.